# شهیاد (خواننده)
علیرضا قاسمی با نام هنری شهیاد (زادهٔ ۲ خرداد ۱۳۵۹ در تهران)، خواننده، آهنگساز، تنظیم‌کننده، نوازنده و تهیه‌کننده موسیقی ایرانی مقیم لس آنجلس است.

## زندگی شخصی
شهیاد دوم خرداد سال ۱۳۵۹ در محله قلهک، تهران به دنیا آمد. وی از همان دوران کودکی و در ۵ سالگی با تشویق خانواده به یادگیری پیانو پرداخت و در ۹ سالگی برای ادامه تحصیلات به کشور آلمان رفت و موفق به اخذ مدرک مهندسی کامپیوتر در رشته ماشین آلات صنعتی شد و در طول مدت تحصیل به یادگیری موسیقی کلاسیک نیز می‌پرداخت و به مرور با بسیاری از هنرمندان ایرانی مقیم لس آنجلس در اروپا به عنوان رهبر ارکستر همکاری می‌نمود.

## فعالیت هنری

### به نام تو (۱۹۹۹)[۲][۳][۴]
آلبوم به نام تو از شهیاد نخستین آلبوم رسمی او است که در سال ۱۹۹۹ از سوی شرکت ترانه منتشر شد. آهنگ‌های «بابا بزرگ» و «دارم میرم» باعث محبوبیت او در آن دوران شد.
| آهنگ          | خواننده      | ترانه سرا         | آهنگساز   | تنظیم کننده           |
| ------------- | ------------ | ----------------- | --------- | --------------------- |
| به وقتش       | پویا و شهیاد | مریم اسدی         | شهیاد     | شهیاد                 |
| به نام تو     | شهیاد        | کوجی زادوری       | محمّد مقدم | بیژن مرتضوی محمّد مقدم |
| بابا بزرگ     | شهیاد        | مهرداد طاهری      | شهیاد     | شهیاد                 |
| ناز گل        | شهیاد        | همایون هوشیارنژاد | محمّد مقدم | محمّد مقدم             |
| کی بود کی بود | شهیاد        | نلی               | نلی       | محمّد مقدم شهیاد       |
| آسوده         | شهیاد        | کوجی زادوری       | محمّد مقدم | محمّد مقدم             |
| دارم میرم     | شهیاد        | همایون هوشیارنژاد | محمّد مقدم | محمّد مقدم             |
| شازده خانم    | شهیاد        | همایون هوشیارنژاد | محمّد مقدم | محمّد مقدم             |
| میخوام برم    | شهیاد        | صادق سیف اللهی    | شهیاد     | محمّد مقدم شهیاد       |
| خبر دار       | شهیاد        | صادق سیف اللهی    | شهیاد     | شهیاد                 |
| مسافر         | شهیاد        | کوجی زادوری       | شهیاد     | محمّد مقدم شهیاد       |

### به یاد تو (۲۰۰۱)[۵][۶][۷]
آلبوم به یاد تو دومین آلبوم رسمی شهیاد بعد از مهاجرتش از آلمان است. این آلبوم در سال ۲۰۰۱ از سوی شرکت ترانه منتشر شد. در این آلبوم شهیاد با مسعود فردمنش همکاری داشت.

### برای تو (۲۰۰۳)[۸][۹][۱۰]
آلبوم سوم او در خارج از کشور برای تو نام داشت که در سال ۲۰۰۳ توسط شرکت ترانه منتشر شد. آهنگ «دلبر» به محبوبیت او بیش از پیش افزود. به گونه‌ای که این آهنگ در مجالس عروسی به وفور شنیده می‌شد.

### سفارشی (۲۰۰۶)[۱۱][۱۲][۱۳]
آلبوم سفارشی از شهیاد چهارمین آلبوم رسمی او پس از یک دهه اقامتش در آمریکا می‌باشد که در سال ۲۰۰۶ از سوی شرکت ترانه منتشر شد. در این آلبوم شهیاد با امراه خوانندهٔ مرد ترکیه همکاری داشت که حاصل آن آهنگ بی تو هرگز بود.

### با اجازه (۲۰۱۱)[۱۴][۱۵][۱۶]
با اجازه پنجمین آلبوم استودیویی شهیاد، خوانندهٔ ایرانی است که به زبان فارسی نوشته شده‌است و در ۱۰ فوریهٔ سال ۲۰۱۱ (پنج شنبه، ۲۱ بهمن ۱۳۸۹) از سوی شرکت ترانه منتشر شد. شهنام فرغار (شش ترانه) یاسر داودیان، شهیاد و ترانه مکرم (یک ترانه) ترانه‌های این آلبوم را سروده‌اند.. آهنگسازی و تنظیم تمامی قطعات این آلبوم را خود شهیاد انجام داده‌است.

## ترانه‌شناسی

### آلبوم‌ها
1. ۱۹۹۹ به نام تو
2. ۲۰۰۱ به یاد تو
3. ۲۰۰۳ برای تو
4. ۲۰۰۶ سفارشی
5. ۲۰۱۱ با اجازه

### تک‌آهنگ‌ها
- صد برابر ۱۴۰۱
- بی تو هرگز ۱۳۸۵ (به همراه امراه خواننده مرد ترکیه)
- جوون ایرونی ۱۳۸۸
- عید اومده ۱۳۸۸ (به همراه شهرام صولتی، شهره صولتی و هلن)
- مگه نمی‌دونی عیده ۱۳۹۰ (به همراه شهرام صولتی)
- مجرم ۱۳۹۱
- احساس شیرین ۱۳۹۱
- آغوش ۱۳۹۲
- خودم خواستم ۱۳۹۳
- تشویش ۱۳۹۳
- تورو می‌خوام ۱۳۹۴
- دیوونگی ۱۳۹۴
- تموم زندگیم ۱۳۹۵
- مثل تو ۱۳۹۵
- عشقم ۱۳۹۷ (بهمراه پتک دینچوز خواننده زن ترکیه)
- دیوونه‌تر ۱۳۹۷
- بازی ۱۳۹۷
- نرو نه ۱۳۹۷
- مگه هست ۱۳۹۸
- عاشق تو شدم ۱۳۹۸
- دردونه ۱۳۹۸
- ماه آسمون ۱۳۹۸
- سخت نگیر ۱۳۹۹
- دل دل ۱۳۹۹
- تورو آرزو کردم ۱۳۹۹